# Gare d'Eigergletscher
La gare d'Eigergletscher (littéralement en français : « Gare du glacier de l'Eiger ») est une gare ferroviaire suisse située dans le canton de Berne en bordure du domaine skiable de Grindelwald. Elle est située plus précisément sur le territoire de la commune de Lauterbrunnen.

## Situation ferroviaire
Établie à 2 320 mètres d'altitude, la gare d'Eigergletscher est située au point kilométrique 2,02 du Chemin de fer de la Jungfrau.
Elle est dotée de trois voies, chacune bordée par un quai latéral. Une voie est en impasse, permettant d'accueillir les navettes en provenance du Jungfraujoch tandis que les deux autres voies forment un point de croisement. La voie numéro 2 permet l'accès à l'atelier du JB situé en aval de la gare.

## Histoire

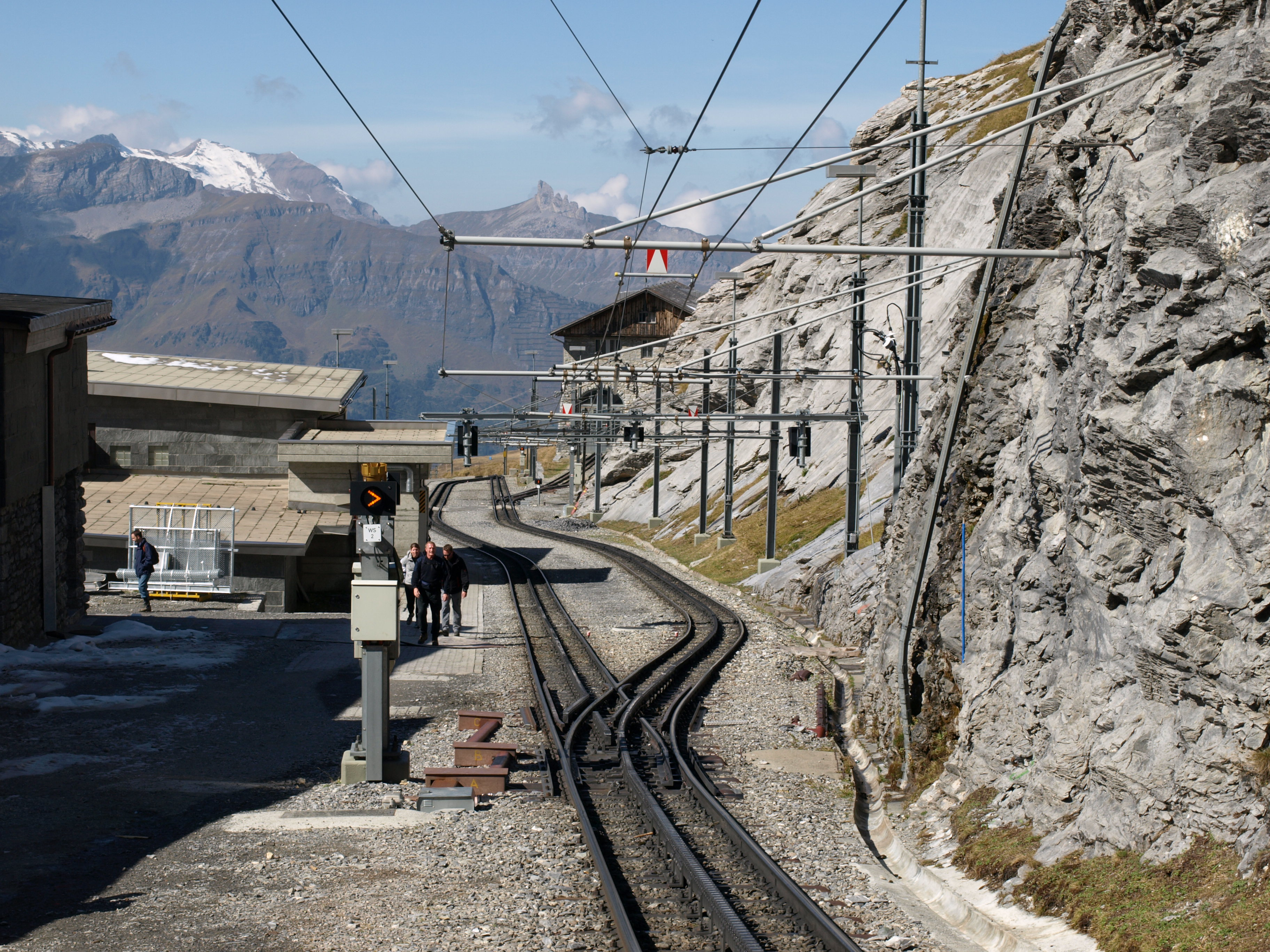
La gare en 2008 vue de l'amont.

La gare d'Eigergletscher a été inaugurée le 19 septembre 1898 avec l'ouverture du premier tronçon du chemin de fer de la Jungfrau au départ de Kleine Scheidegg. La ligne a ensuite été prolongée jusqu'à un terminus temporaire, dans le tunnel vers le Jungfraujoch, à la gare de Rotstock le 2 août 1899.
En décembre 2020, le téléphérique 3S de l'Eiger Express a été inauguré et mis en service et relie Grindelwald à la Kleine Scheideigg en quinze minutes. Il a pour but de réduire le temps de trajet global entre Grindelwald et le Jungfraujoch,,. À cette occasion, la gare d'Eigergletscher a été profondément remaniée avec la construction notable d'une passerelle reliant la gare à celle du téléphérique 3S et au départ des pistes.

## Service des voyageurs

### Accueil
Gare du chemin de fer de la Jungfrau (en allemand : Jungfraubahn), elle dispose de distributeurs automatiques de titres de transport, de toilettes et l'accès à Internet par le Wi-Fi.
Elle dispose d'une passerelle assurant la jonction avec la gare du téléphérique 3S et le départ des pistes de ski en hiver.

### Desserte
La gare est desservie par les trains Regio du chemin de fer de la Jungfrau qui relient chaque demi-heure Eigergletscher au Jungfraujoch (directs depuis Kleine Scheidegg suivant les périodes). L'un des deux trains de chaque heure est en correspondance avec un train Regio en provenance de la gare de Kleine Scheidegg. Ils sont aussi en correspondance directe avec le téléphérique 3S de l'Eiger Express qui relie la gare d'Eigergletscher à Grindelwald.

### Intermodalité
La gare du Jungfraujoch en correspondance avec le téléphérique 3S Eiger Express qui relie Eigergletscher à la gare de Grindelwald Terminal.